# Septemberstormhat
September-Stormhat (Aconitum fischeri), også kendt som Venusvogn, er en blåblomstret art i Ranunkel-familien, der findes vildt i Korea og Sibirien. Den har store mørkeblå blomster, der springer ud i det tidlige forår.
Den er kultiveret til brug som prydplante i tempererede områder, hvor den bliver op til 60 cm høj.
Alle dele af planten er stærkt giftige. 
| Botanik | Spire Denne botanikartikel er en spire som bør udbygges. Du er velkommen til at hjælpe Wikipedia ved at udvide den. |